# Haliastur sphenurus
Haliastur sphenurus là một loài chim săn mồi ban ngày có kích thước trung bình được tìm thấy khắp Úc, New Caledonia và New Guinea Nó có kích thước từ 50–60 cm, sải cánh từ 123–146 cm. Con trống và con mái có bề ngoài tương tự.